# Piotrkowice (Grodzisk Mazowiecki)
Pour les articles homonymes, voir Piotrkowice.
Piotrkowice (prononciation : [pjɔtrkɔˈvit͡sɛ]) est un village polonais de la gmina de Żabia Wola dans le powiat de Grodzisk Mazowiecki de la voïvodie de Mazovie dans le centre-est de la Pologne.
Il se situe à environ 8 kilomètres au sud de Żabia Wola (siège de la gmina), 17 kilomètres au sud de Grodzisk Mazowiecki (siège du powiat) et à 36 kilomètres au sud-ouest de Varsovie (capitale de la Pologne).

## Histoire
De 1975 à 1998, le village appartenait administrativement à la voïvodie de Skierniewice.